# Alsópáhok, Zala
Alsópáhok  este un sat în districtul Keszthely, județul Zala, Ungaria, având o populație de 1.355 de locuitori (2011). 

## Demografie
Componența etnică a satului Alsópáhok
     Maghiari (93,21%)
     Germani (4,76%)
     Necunoscut (0,86%)
     Alții (1,17%)
Componența confesională a satului Alsópáhok
     Romano-catolici (73,51%)
     Fără religie (3,69%)
     Reformați (3,1%)
     Necunoscută (17,93%)
     Alte religii (2,8%)
Conform recensământului din 2011, satul Alsópáhok avea 1.355 de locuitori. Din punct de vedere etnic, majoritatea locuitorilor (93,21%) erau maghiari, cu o minoritate de germani (4,76%). Apartenența etnică nu este cunoscută în cazul a 0,86% din locuitori.  Din punct de vedere confesional, majoritatea locuitorilor (73,51%) erau romano-catolici, existând și minorități de persoane fără religie (3,69%) și reformați (3,1%). Pentru 17,93% din locuitori nu este cunoscută apartenența confesională.